# Platyrrhinus masu
Platyrrhinus masu és una espècie de ratpenat de la família dels fil·lostòmids. Viu a Bolívia i el Perú. El seu hàbitat natural són els boscos andins, on viu a altituds d'entre 650 i 3.350 msnm. És una espècie en risc mínim, és a dir, no sembla que hi hagi cap amenaça significativa per a la seva supervivència. El seu nom específic, masu, significa 'ratpenat' en quítxua.